# Technicolor

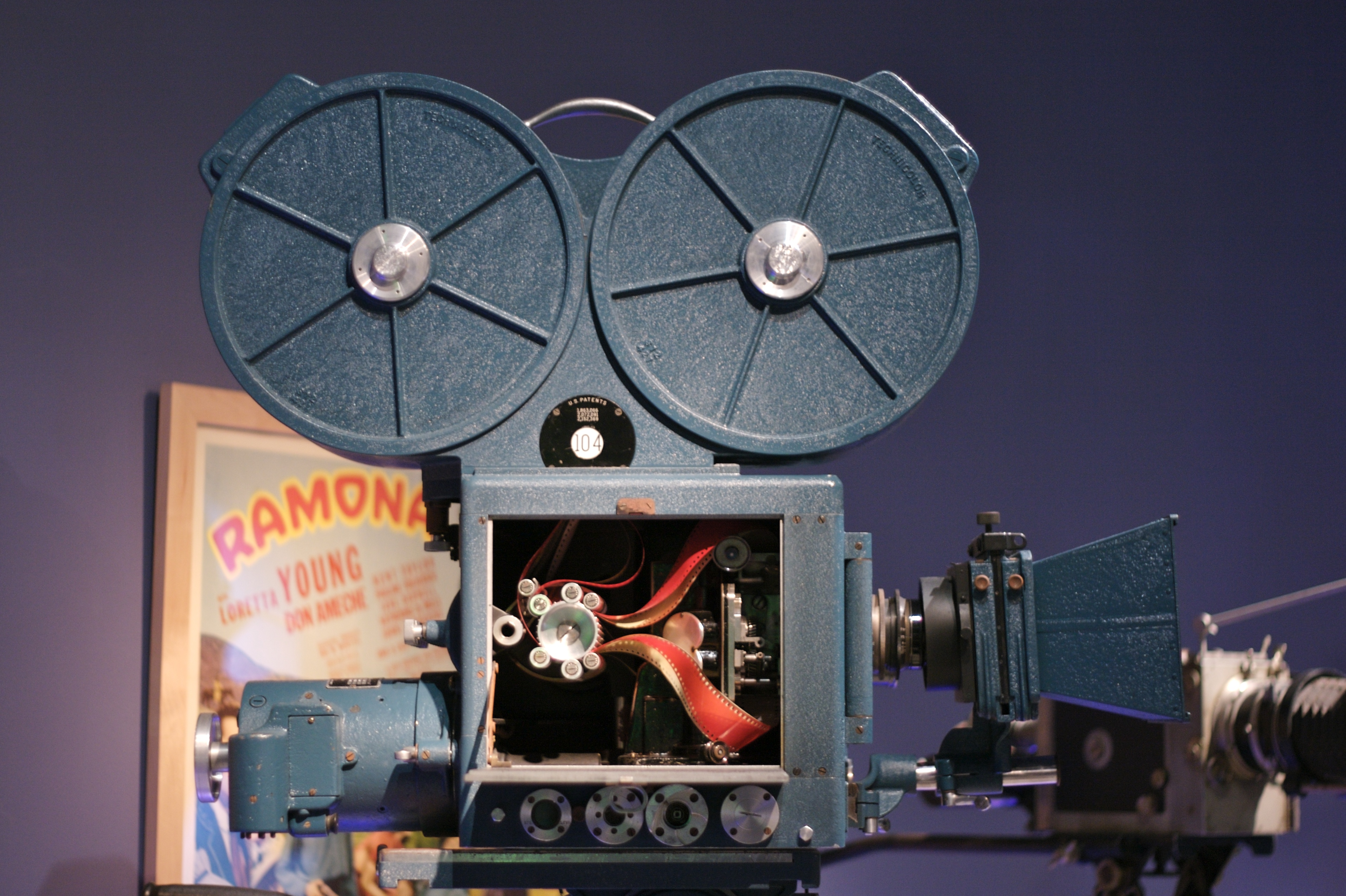
Technicolor kamera med tre filmremsor, 1930-tal.

Technicolor är dels ett varumärke för tre färgfilmprocesser utvecklade av amerikanska Technicolor Motion Picture Corporation mellan 1916 och 1932, dels namnet på Technicolor Inc, det stora filmlaboratoriebolag som i sin tur ägde färgfilmsprocessbolaget, samt sedan januari 2010 även det nya företagsnamnet för franska bolagsjätten Thomson SA, som sedan 2001 är ägare av det amerikanska bolaget.
Technicolor var den stora filmprocessen jämte Storbritanniens Kinemacolor och USA:s Cinecolor som användes mellan åren 1922 och 1952. Technicolor kännetecknades av mycket realistiska och mättade färger och användes ofta för att filma musikalfilmer (såsom Trollkarlen från Oz och Singin' in the Rain), kostymfilmer (såsom Robin Hoods äventyr och Jeanne d'Arc) samt tecknad film (såsom Snövit och de sju dvärgarna och Fantasia).